# Vito Russo
Vito Russo (New York, 11 luglio 1946 – Los Angeles, 7 novembre 1990) è stato uno scrittore, attivista e storico del cinema statunitense, noto soprattutto per il suo libro Lo schermo velato.
Il libro ha ispirato un documentario dallo stesso titolo, diretto da Robert Epstein e Jeffrey Friedman, con la voce narrante di Lily Tomlin, trasmesso dalla rete televisiva americana HBO nel 1996.

## Biografia
Iniziò a raccogliere il materiale per il suo libro Lo schermo velato curando le proiezioni di film camp per raccogliere fondi per la Gay Activists Alliance, una delle prime organizzazioni sorte per tutelare i diritti dei gay. Russo ha viaggiato per gli Stati Uniti dal 1972 al 1982, facendo conoscere il suo libro nel corso di letture pubbliche accompagnate dalla proiezione di estratti di film. Tanto nel libro quanto in queste letture pubbliche, Russo raccontava il modo in cui venivano rappresentati i personaggi omosessuali nei film statunitensi e stranieri del passato.
L'interesse di Russo su come venivano rappresentate le persone LGBT dai media lo portò a fondare, insieme ad altri, la Gay and Lesbian Alliance Against Defamation (GLAAD), un'associazione con il fine di monitorare la rappresentazione delle persone LGBT nei media e che ogni anno indice i GLAAD Media Awards. Russo fu coinvolto attivamente anche nel gruppo d'azione ACT UP (AIDS Coalition to Unleash Power). Nel 1989 comparve nel documentario premiato con l'Oscar Common Threads: Stories from the Quilt, in cui raccontava la vita e la morte del suo compagno Jeffrey Sevcik.
Morì per complicazioni legate all'AIDS nel 1990.

## Riconoscimenti
- Il Vito Russo Award viene assegnato ogni anno a un personaggio apertamente gay che lavori nel mondo dei media e che abbia dato un contributo rilevante alla lotta contro l'omofobia.
- Nel 2011 Jeffrey Schwarz gli dedica un film documentario intitolato Vito.

## Opere
- Vito Russo, Lo schermo velato (corredato da due saggi di Vincenzo Patanè: L'omosessualità nel cinema americano 1987/1998 e Breve storia del cinema italiano con tematica omosessuale), Baldini & Castoldi, Milano 1999.